# Crúachan
Cruachan is de vroegere hoofdstad van de Ierse provincie Connacht, van waaruit koningin Medb en haar echtgenoot Ailill de runderroof van Cooley begonnen.